# Colonização de Vênus

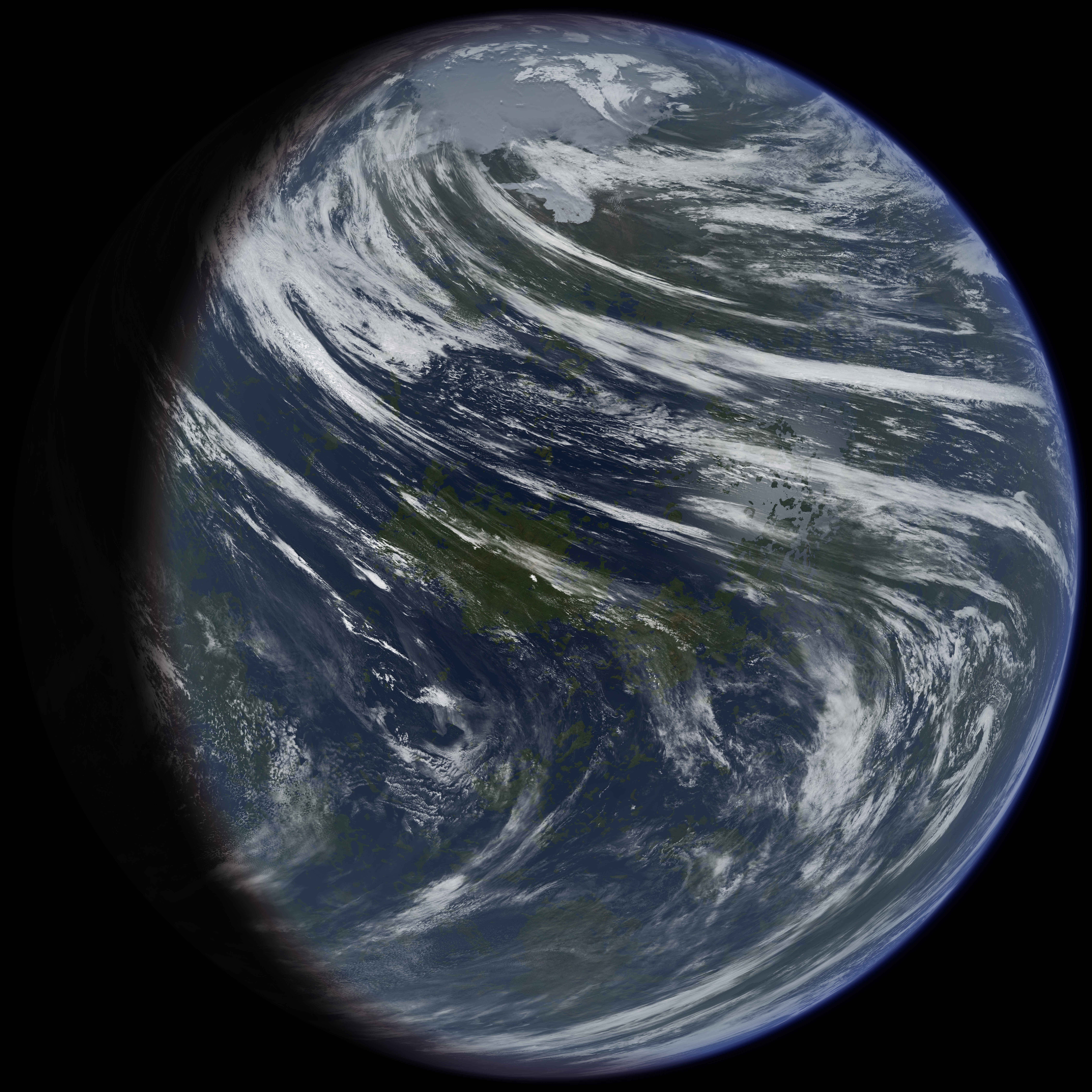
Concepção artística de Vênus após a terraformação

A colonização de Vénus, um dos planetas mais próximos da Terra, foi assunto de muita especulação, tratada em muitas obras de ficção científica tanto antes como depois do início da exploração espacial de Vênus. Através do descobrimento do ambiente hostil da superfície venusiana, a atenção foi dirigida principalmente para a colonização da Lua e para colonização de Marte. Recentemente, a investigação especulativa fez reaparecer a viabilidade de colonizar Vênus.

## Razões para a colonização

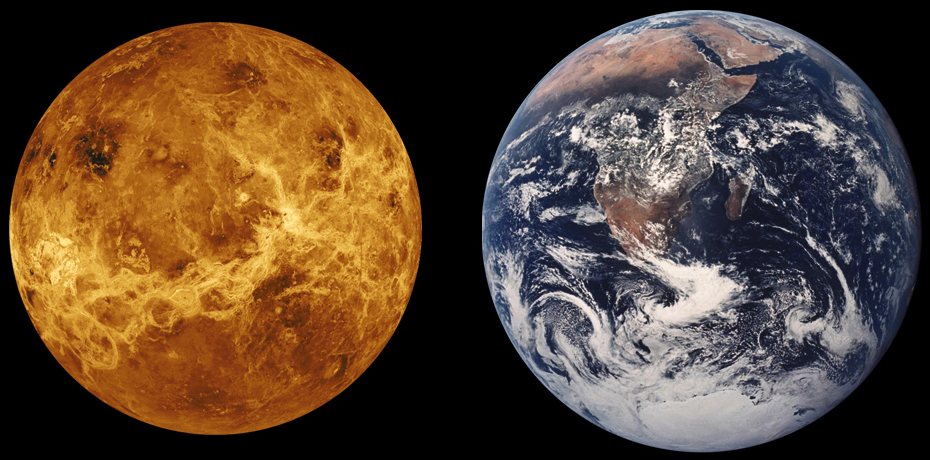
Comparação dos tamanhos de Vénus e da Terra

A colonização planetária é um passo a mais da exploração espacial, e implica a presença permanente de seres humanos em lugares fora da Terra. Stephen Hawking indicou que a colonização do espaço seria a melhor maneira de assegurar a sobrevivência da espécie humana. Outras razões para colonizar os planetas incluem interesses econômicos e investigações científicas a longo prazo.

## Obstáculos
A colonização de Vênus requer duas mudanças importantes: eliminar a maior parte do dióxido de carbono da atmosfera do planeta que alcança 9 MPa (90 atmosferas) de pressão e reduzir a temperatura da superfície que é de 737 K (464 °C) para (19 °C) . Ambas as metas estão profundamente inter-relacionadas, já que a temperatura extrema de Vênus é devida ao efeito estufa causado pela atmosfera tão densa.

## Métodos de colonização e exploração

### Habitats aerostáticos e cidades flutuantes
Geoffrey A. Landis resumiu as dificuldades percebidas da colonização de Vênus como derivadas meramente do levantamento de que uma colônia necessariamente deve estar na superfície de um planeta:
"Sem dúvida, visto de uma maneira diferente, o problema com Vênus é meramente que ao nível do solo está demasiadamente longe do nível um da atmosfera. No nível das nuvens altas, Vênus é o planeta do paraíso."
Ele propõe habitats aerostáticos e cidades flutuantes, baseando-os no conceito de que o gás respirável (21:79 mistura de Oxigênio-nitrogênio) é um gás ascendente na atmosfera de Vênus Isto permitiria os domos aéreos. Alternativamente, os domos poderiam conter um gás leve como hidrogênio ou hélio (extraível da atmosfera) para permitir uma densidade de massa mais alta.

### Terraformando

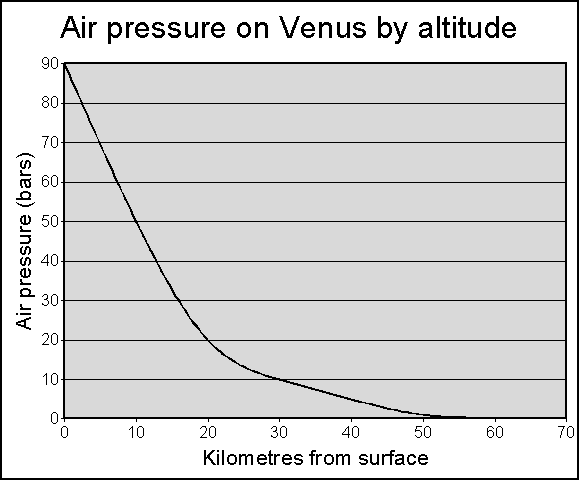
Gráfico da pressão atmosférica de Vênus.

Carl Sagan, em 1961 propôs aplicar a engenharia planetária a Vênus em um artigo publicado na revista Science 1961 intitulado "The Planet Venus".  Sagan imaginou semear a atmosfera de Vênus com algas,  que absorveriam o dióxido de carbono e reduziriam o efeito estufa até que a temperatura da superfície caísse a níveis confortáveis. Posteriores descobertas sobre as condições de Vênus fizeram esta façanha impossível, já que Vênus tem atmosfera demasiadamente forte para processar e fixar. Inclusive se as algas atmosféricas puderam prosperar no ambiente árido e hostil da alta atmosfera de Vênus, todo o carbono que se fixará em forma orgânica seria liberado como dióxido de carbono tão prontamente como cairá nas quentes regiões inferiores. Carl Sagan também sugeriu em seu livro Pálido Ponto Azul, o desvio de um cometa ou meteoro para se chocar com a superfície de Vênus, fazendo com que boa parte da atmosfera se dispersasse no espaço.
Robert Zubrin, seguindo um estudo de 1999 de Paul Birch,  propuseram o uso de um para-sol montado no ponto lagrangiano interno (L1) ou em um anel orbitando o planeta para reduzir a insolação total recebida por Vênus, esfriando assim o planeta.
Landis sugeriu a construção de cidades flutuantes, que poderiam formar um escudo solar ao redor do planeta, e poderia usar-se para processar a atmosfera simultaneamente, combinando a teoria do escudo solar e a teoria do processo atmosférico com uma tecnologia escalável que proporcionaria um espaço imediatamente habitável  na atmosfera de Vênus.

### Colônias na órbita de Vênus
Outro caminho promissor para a colonização venusiana seria o uso do espaço próximo ao planeta para a captura orbital e exploração de cometas e asteroides. Embora Vênus não tem nenhuma lua atualmente, no futuro próximo pode ser prático pôr corpos pequenos na órbita ao redor dos planetas internos. Vênus é especialmente bom para isto porque a aerofrenagem de sua espessa atmosfera reduziria a velocidade destes corpos. A energia solar livre disponível faz Vênus ser desejável para o desenvolvimento industrial.

## Exploração atual de Vênus
A Agência Espacial Europeia (ESA) está levando a cabo sua primeira missão ao planeta Vênus, denominada Venus Express, lançada em 9 de novembro de 2005; começou a mandar imagens do planeta em 11 de abril de 2006. A Agência Japonesa de Exploração Espacial (JAXA) planeja também uma missão a Vénus, denominada PLANET-C (ou Venus Climate Orbiter), entre 2008 e 2009. Também a Rússia pôs em marcha o projeto Venera-D, cujo lançamento foi em 2013, coincidindo com a missão europeia Venus Entry Probe.
Missões com outros destinos (especialmente Mercúrio) sobrevoaram Vênus; estas são a sonda MESSENGER (em 24 de Outubro de 2006 e em 6 de Junho de 2007) e a sonda BepiColombo.